# Leksand
Leksand je sídlo stejnojmenné obce ve Švédsku nacházející se v kraji Dalarna. Ke konci roku 2010 byl počet obyvatel 5934. Leksand se nachází na jižním rameni jezera Siljan, kde se vlévá do řeky Dalälven.

## Sport
Město je známé díky hokejovému týmu Leksands IF, který se čtyřikrát stal mistrem Švédska.